# Serafina (Czorna)

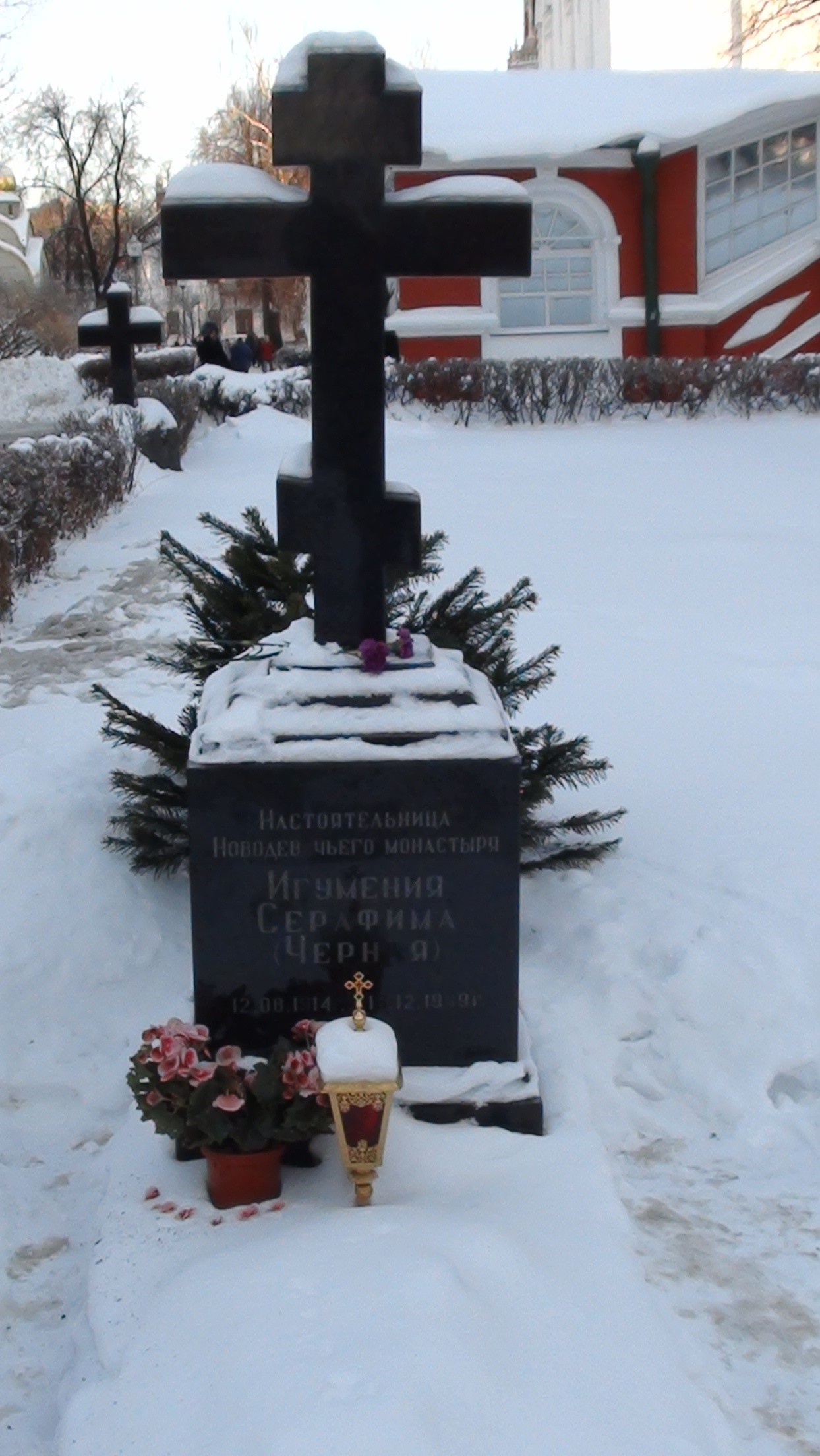
Nagrobek ihumeni Serafiny

Serafina, imię świeckie Warwara Wasiljewna Czorna, zd. Riezon (ur. 12 sierpnia 1914 w Piotrogrodzie, zm. 16 grudnia 1999 w Moskwie) – radziecka naukowiec, chemik, doktor nauk technicznych, pracownik moskiewskiego instytutu przemysłu kauczukowego, następnie mniszka prawosławna, pierwsza przełożona Monasteru Nowodziewiczego w Moskwie po jego ponownym otwarciu w 1994.

## Życiorys
Była córką urzędnika Wasilija Rezona i Leonidy zd. Cziczagowej, z zawodu lekarza, trzeciej córki ks. Leonida Cziczagowa, późniejszego metropolity Serafina. Jej ojciec zaginął bez wieści krótko po jej urodzeniu. Jej rodzina była głęboko religijna. Krótko po rewolucji październikowej razem z matką opuściła Piotrogród i udała się do Moskwy, a stamtąd do monasteru w okolicy Kimr, gdzie skierował je metropolita Serafin. W 1953 Leonida Riezon wstąpiła do Piuchtickiego Monasteru Zaśnięcia Matki Bożej.
Warwara Riezon ukończyła technikum naftowo-chemiczne w Moskwie. Od 1931 pracowała w akademii wojskowo-technicznej w ramach Instytutu Chemii Organicznej Akademii Nauk ZSRR. W 1939 ukończyła studia w instytucie lekkiej technologii chemicznej (ros. Московский институт тонкой химической технологии), po czym została skierowana do pracy w fabrycie „Kauczuk” w Moskwie. W latach 1942–1946 była zastępcą głównego inżyniera w tymże zakładzie, po czym podjęła pracę naukową w instytucie przemysłu kauczukowego (ros. Институт резиновой промышленности), gdzie pracowała do przejścia na emeryturę w 1986. W 1951 uzyskała stopień kandydata nauk chemicznych, w 1970 – stopień doktora nauk w zakresie nauk technicznych. W 1972 otrzymała tytuł profesorski. W 1975 otrzymała tytuł Zasłużonego Działacza Nauki i Techniki RFSRR.
Była związana z parafią św. Eliasza w Chamownikach, od 1986 organizowała również w swoim domu prawosławne spotkania dyskusyjne przeznaczona dla wierzącej inteligencji. Zajmowała się gromadzeniem materiałów dotyczących życia jej dziada Serafina (Cziczagowa), które następnie stały się podstawą do uznania go za świętego.

### Życie mnisze
13 października 1994 została postrzyżona na mniszkę przez swojego opiekuna duchownego, metropolitę krutickiego i kołomieńskiego Juwenaliusza, przyjmując imię zakonne Serafina na cześć świętego mnicha Serafina z Sarowa. 27 listopada 1994 patriarcha moskiewski i całej Rusi Aleksy II nadał jej godność ihumeni. Była pierwszą przełożoną Monasteru Nowodziewiczego po jego restytuowaniu.
Za swoje zaangażowanie w odbudowę Monasteru Nowodziewiczego została nagrodzona prawem noszenia krzyża z ozdobami (w 1997) oraz orderem Świętej Równej Apostołom Wielkiej Księżnej Olgi II stopnia (1999). Zmarła w 1999 i została pochowana na terenie klasztoru.

## Rodzina
Była zamężna z Nikołajem Czornym, historykiem sztuki (zm. 1983).